# 西波天神社
西波天神社（さいなみてんじんしゃ）は、奈良県奈良市六条1丁目にある神社。

## 祭神
- 菅原道真[3]

## 境内

### 本殿
春日大社末社、祓戸神社旧本殿の移しとの説がある。

### 境内社
- 蛭子神社 - 蛭兒神を祀る[3]
- 春日神社 - 天児屋根命を祀る。もと村社の春日神社を1914年(大正3年)合祀した[3][脚注 2]。

### 拝殿
1920年(大正9年)7月に完成。1944年(昭和19年)10月と記された扇面老梅図の、雨請大願成就絵馬額が掛けられている。